# Peregrina (telenovela de 1973)
Peregrina es una telenovela hecha en Venezuela por la televisora Venevisión en el año de 1973. Producida por José Enrique Crousillat, original de la escritora cubana Delia Fiallo y fue protagonizada por Rebeca González y José Bardina.

## Trama
La historia se desarrolla en un pueblo de Venezuela. Miriam enferma de leucemia y muere al traer al mundo a una niña. Su esposo es el doctor Mirabal, que muere en un accidente. La niña, Gisela queda al amparo de su abuelo materno, el Señor Zamora. Su esposa y madrastra de la fallecida Miriam desea que la fortuna de los Zamora quede para sus hijos gemelos de su primer matrimonio, Juan Carlos y Rolando. Por esta razón le regala la niña a unos gitanos propietarios de un circo que estaban de paso por el pueblo. Veinte años después el circo regresa al pueblo. El Señor Zamora y su cuñada Yolanda ven a Gisela y notan que la gitanita tiene las mismas facciones de la difunta Miriam, llegando a la conclusión de que se trata de la niña perdida. Rolando, que es tan ambicioso como su madre, al enterarse de que Gisela es la heredera de la fortuna de los Mendoza, la enamora y se casa con ella para adueñarse de los bienes. En su viaje de bodas Gisela descubre que Rolando no la ama, al escuchar una conversación de él, sabe que se casó con ella por interés. Gisela queda destrozada y regresa a su casa sin saber que Rolando fue asesinado y la creen a ella su asesina. Juan Carlos, el hermano gemelo de Rolando, odia a Gisela, creyendo que ella lo asesinó, toma la identidad de él para llevar a cabo su venganza.

## Personajes
- Rebeca González † - Gisela Mirabal / Miriam Zamora Mendoza
- José Bardina † - Juan Carlos Pallares / Rolando Pallares
- Haydee Balza- Norma
- Reneé de Pallás † - Victoria
- Betty Ruth- Aurora
- José Luis Silva Randu "El Tirano"
- Luis Abreu † - Manrique Alonso
- Eva Blanco- Yolanda Mendoza
- Ana Castell- Celia
- Esperanza Magaz † - Dorinda
- Nerón Rojas-
- Carlos Subero † - Simon
- Mary Soliani- Evita
- Chumico Romero- Aisha
- Oscar Mendoza † - Glinka
- Francisco Ferrari † - Adolfo Zamora
- José Oliva † - Roberto
- Enrique Alzugaray † -Calunga
- Francia Ortiz- Flora
- Néstor Zavarce † - Ruben
- Caridad Canelón- Alina
- Elio Roca- El mismo
- Julio Mota- Genaro
- Ligia Duarte-
- Lucila Herrera † - Elvira
- Soledad Rojas- Lazara
- Jorge Reyes -
- Alfredo Sanabria-
- Alfredo Pérez Baptista-
- Guillermo Ferran † - Efraín

## Versiones
- Kassandra, telenovela realizada por RCTV en el año de 1992, dririgida al igual que la versión original por Grazzio D'Angelo junto a Delia Fiallo, quien también escribió esta nueva versión, producida por Hernando Faria y protagonizada por Coraima Torres y Osvaldo Ríos; y que tiene el record Guinness por haber sido vendida a más países (182 países).
- Peregrina, telenovela realizada en México por Televisa en 2005, de la mano de Nathalie Lartilleux y protagonizada por África Zavala y Eduardo Capetillo.
- Prinzessa Zyrka, versión rusa hecha entre los años 2007-2008.